# Kalište (Vrapčište)
Kalište (makedonsky: Калиште, albánsky: Kalisht) je vesnice v Severní Makedonii. Nachází se v opštině Vrapčište v Položském regionu. Dříve byla součástí opštiny Negotino-Pološko. 
Podle sčítání lidu z roku 2002 žije ve vesnici 681 obyvatel. Etnickými skupinami jsou:
- Albánci – 668
- Makedonci – 1
- ostatní – 12